# Korpen flyger
Korpen flyger (isländska: Hrafninn flýgur) är en isländsk-svensk actiondramafilm från 1984 i regi av Hrafn Gunnlaugsson, med Jakob Þór Einarsson, Edda Björgvinsdóttir och Helgi Skúlason i huvudrollerna. Den utspelar sig på vikingatiden och handlar om en irisk man som söker upp de norrmän som dödade hans familj i hans barndom för att hämnas och för att hämta sin bortrövade syster.
Filmen knyter an till genrekonventioner från västernfilm och samurajfilm. Det var den första filmen i regissörens vikingatrilogi; den följdes av Korpens skugga från 1988 och Den vite vikingen från 1991.

## Handling
En grupp vikingar plundrar på Irland och en liten pojke – som aldrig namnges under filmens gång men som kallas "Gestur", isländska för "gäst" – blir vittne till hur föräldrarna dödas och systern blir bortrövad. Tjugo år senare kommer han till Island för att befria sin syster och söka hämnd på sina föräldrars mördare. Det visar sig dock att hans kristna syster inte vill befrias.

## Medverkande
- Jakob Þór Einarsson som Gestur/Gäst
- Edda Björgvinsdóttir som Gesturs syster
- Helgi Skúlason som Þord
- Flosi Ólafsson som Eirík
- Egill Ólafsson som Þords bror
- Gotti Sigurdarson som Einar
- Sveinn M. Eiðsson som Vaktmannen
- Þráinn Karlsson som Olaf Barnälskaren
- Júlíus Hjörleifsson som Hjörleifur
- Pétur Einarsson som Slavhandlare med tung kniv
- Guðni Guðnason som Slavhandlare 2
- Þorsteinn Gunnarsson som Köpman
- Gunnar Jónsson som Eriks dräng
- Haukur & Hörður Harðarson som Tvillingkämparna

## Tillkomst
Hrafn Gunnlaugsson hade som uttalat mål att omdefiniera vikingfilmen och föra den bort från de konventioner som hade uppstått med Hollywoodfilmer som Richard Fleischers Vikingarna från 1958. Han uppgav sig istället vara influerad av filmer av Sergio Leone och Akira Kurosawa. Hrafn skrev i filmens programblad vad han hade försökt att emulera från Leone:
Denne hade i allmänhet inga bra historier, men han berättade dem på ett djävla bra sätt, så att man rycks med. Han kunde tekniken. Vad är då tekniken: det är att kunna fängsla, gärna med jesuitiska medel. Därefter kommer ansvaret: att ha något att berätta.
Filmen gjordes som en isländsk-svensk samproduktion genom den svenske producenten Bo Jonssons försorg. Den producerades av isländska F.I.L.M. i Reykjavik och svenska Viking film i Bromma med stöd från Svenska filminstitutet och Kvikmyndasjóður Íslands. Den spelades in omkring Skógar på Islands sydkust under 1983.

## Visningar
Filmen hade premiär i Reykjavik den 4 februari 1984. Den hade Sverigepremiär 24 augusti samma år. Det var den första isländska filmen att tas ut till filmfestivalen i Berlin, där den visades i avdelningen Panorama.

## Mottagande
Korpen flyger fick ett positivt mottagande och var den internationellt mest uppmärksammade isländska filmen på 1980-talet. Den togs emot som en auteurfilm bland filmkritiker och uppnådde kultstatus bland personer intresserade av B-filmer och exploateringsfilm. I Sverige var den en stor publikframgång och visades i över ett år på Stockholms biografer.
Hans Schiller skrev i Svenska Dagbladet: "Det mest förvånande med Korpen flyger är att den är mycket välspelad och dessutom tekniskt driven på ett sätt som är sällsynt i nordisk film. Dessa två faktorer plus någon sorts grundtanke utöver ren spekulation gör Korpen flyger till en film som når vidare och förbi den enfaldiga våldspornografin."
Filmen tilldelades Guldbaggen för bästa regi vid Guldbaggegalan 1985. Den var Islands kandidat till Oscar för bästa icke-engelskspråkiga film vid Oscarsgalan 1985.

## Trilogi
Korpen flyger var den första delen i Hrafn Gunnlaugssons vikingatrilogi. Den följdes av Korpens skugga från 1988 och Den vite vikingen från 1991. De tre filmerna är fristående till handlingen, dock anspelar Korpens skugga på Korpen flyger i och med att handlingen till viss del utspelar sig på Thords gård, fast 200 år senare. Rekvisita från den första filmen, som Gesturs knivar och Thords hjälm och gudabilder, blir även viktiga i den andra filmen.